# Metaphycus tenuiscapus
Metaphycus tenuiscapus är en stekelart som beskrevs av Sugonjaev 1964. Metaphycus tenuiscapus ingår i släktet Metaphycus och familjen sköldlussteklar.
Artens utbredningsområde är Kazakstan. Inga underarter finns listade i Catalogue of Life.